# 두 사람은 프리큐어 Splash Star
《두 사람은 프리큐어 Splash Star》(일본어: ふたりはプリキュア Splash Star 후타리 하 푸리큐아[*])는 도에이 애니메이션 제작의 애니메이션이다. 프리큐어 시리즈 세 번째 작품이다.

## 개요
- 아사히 방송 및 TV 아사히 계열국을 통해 2006년 2월 5일부터 2007년 1월 28일까지 방영되었다. 2006년 12월 9일에 극장판이 개봉되었다.
- 프리큐어 시리즈 통상 3번째 작품이자 2대 프리큐어에 해당되는 작품. 본 작품부터 프리큐어는 주인공과 세계관이 새롭게 바뀌는 형식을 취했다. 2004년 방영할때부터 스탭 사이에 "캐릭터는 바꾸어도 시리즈로서 계속해 갈 수 있으면 좋겠다"라고 해서 기획된 애니메이션이다.
- 원래는 전작 및 후속작과 마찬가지로 2기도 나오려고 했으나 후속작인 Yes! 프리큐어5 제작이 결정되면서 2기에 나와야할 큐어 브라이트와 큐어 윈디가 후반부에 한 작품에서 통합되어 나오게 되었다.
- 프리큐어 시리즈 중 최초로 캐릭터들에 광물색 계열(금색, 은색)을 설정한 작품이다. 이후 하트캐치 프리큐어!에서도 이어진다.
- 전작인 프리큐어 Max Heart와는 달리 최초로 중간에 등장하는 프리큐어 신전사가 없다. 이는 후에 방영될 스마일 프리큐어!에서도 이어진다.
- 대한민국에서는 애니원과 챔프TV(대원방송 계열국)를 통해 2008년 10월 1일 《프리큐어 Splash Star》라는 타이틀로 방영되었으며, 이벤트로 당선된 시청자들이 직접 주제가에 참여했다.

## 방송 일시
| 방송 채널                  | 방송일                           | 방송 시간 |
| -------------------------- | -------------------------------- | --------- |
| TV 아사히 계열 아사히 방송 | 2006년 2월 5일 ~ 2007년 1월 28일 | 종료      |

## 등장인물

### 프리큐어
휴가 사키(김소라) / 큐어 블룸 / 큐어 브라이트(일본어: 日向 咲 / キュアブルーム / キュアブライト)
성우 - 키모토 오리에 / 윤성혜
색깔 -      자홍색(     금색) ·      녹색(     노란색)
유우나기 중학교 2학년. 소프트볼 부 소속으로 포지션은 투수와 4번타자. 1화에서 10타자 연속 탈삼진을 달성하며, 소프트볼 부의 에이스로 활약중이다. 생일은 8월 7일이며, 혈액형은 O형. 말버릇은 "완전 짱입니다요~(絶好調ナリ)". 공부와 그림실력은 별로지만, 언제나 밝고 명랑하며, 그 자리에 있는 것만으로도 주위를 환하게 만드는 분위기 메이커. 마이의 오빠 카즈야로부터 "한여름 해바라기같은 아이"라 평가받았다. 반면에 한 번 화가 나면 용서해 줄 때까지 시간이 오래 걸리는 고집 센 면도 있다. 아침잠이 많아 자주 늦잠을 자는 버릇이 있다. 어릴 적부터 부모님에게서 자연과 물건의 소중함에 대해서 배웠다. 마이의 오빠 카즈야에게 남몰래 연심을 품고 있으며, 그 앞에서만 서면 평소 활발한 모습은 온데간데없이 급 온순해진다. 집은 부모님이 운영하는 '베이커리 PANPAKA빵'이라는 빵집. 가장 좋아하는 음식은 초코 소라빵. 여동생 1명이 있다.
미쇼 마이(이보라) / 큐어 이그렛 / 큐어 윈디(일본어: 美翔 舞 / キュアイーグレット / キュアウィンディ)
성우 - 에노모토 아츠코 / 정윤정
색깔 -      하얀색(     하늘색) ·      물색(     분홍색)
유우나기로 전학 온 중학교 2학년. 생일은 11월 20일이며, 혈액형은 AB형. 5년전 유우나기에서 살았었으며, 다른 지역에 이사갔다가 1화에서 다시 이사온다. 조용하고 차분한 성격이며, 섬세한 기질이 있어 눈치가 빠르다. 단짝친구인 사키를 소중히 생각하며, 사키가 소프트볼의 시합에서 지거나 긴장하고 있을 때 그 심정을 누구보다 먼저 헤아려 사키를 응원해주거나 격려해주지만, 때로는 고민하거나 우울할 때 그녀의 밝은 성격에 용기를 얻기도 한다. 그림 그리는 것을 아주 좋아하며, 감수성이 풍부하고 미적 감각이 뛰어나다. 그림그리기에 너무 집중한 나머지 누군가 자신을 불러도 못알아챌 때가 많다. 이를 본 사키의 추천으로 미술 부에 입부한다. 그림실력 뿐만 아니라 머리도 좋아 성적도 우수하며, 재봉에도 소질이 있다. 가족은 천문학자인 아버지와 고고학자인 어머니, 오빠 1명이 있다.

### 샘의 고향
피리아(フィーリア)
성우 - 카와타 타에코 / 하미경
샘의 고향의 왕녀로, 그녀 또한 세계수의 정령이다. 빼앗긴 7개의 샘을 되찾을때마다 사키와 마이의 앞에 조금씩 모습을 드러내었으며, 킨토레스키를 쓰러뜨리고 금의 샘을 되찾았을 때 제대로 모습을 드러내게 된다. 하지만 고얀에게 "페어리 카라페"를 빼앗긴 뒤 이를 되찾고 "태양의 호수"를 지키기 위해 사키의 고양이인 코로네의 몸을 빌려 "초록 마을"로 내려오게 되었다. 최종 전투가 끝난 이후에는 자신의 힘을 사용해서 키류 카오루와 키류 미치루를 구해주었다.

#### 요정
프라피(플라피)(フラッピ)
성우 - 야마구치 캇페이 / 이상헌
색깔 -      물색
쵸피(초피)(チョッピ)
성우 - 故 마츠키 미유 / 윤현정
색깔 -      노란색
무프(ムープ)
성우 - 후치자키 유리코 / 한신정
색깔 -      녹색
후프(フープ)
성우 - 오카무라 아케미 / 한채언
색깔 -      분홍색

### 다크폴

#### 상급 간부
아쿠다이칸(다크킹)†
성우 - 고다이 타카유키 / 심승한
다크폴을 전체적으로 다스리는 수령. 세계수를 손에 넣어 일곱 개의 호수를 장악하여 멸망의 힘으로 덮으려는 야욕을 가지고있다. 중세 일본의 장수가 쓴 투구를 쓴 모습을 보이고 있다. 성격상 사악하고 강포하며 실패를 거듭하는 부하들에 대해서 관용을 베풀지 않고 숙청을 하는 등 잔인무도한 일을 저질렀으며 또한 키류 자매가 자신을 배신하고 프리큐어 편에 들게되자 이들 또한 없애려고도 하였지만 결국 마지막에 가서 프리큐어와 키류 자매의 공격을 받게 되었다가 고얀에 의해서 소멸된다.
고얀(고얀)†
성우 - 모리카와 토시유키 / 김광국
다크폴의 2인자이자 아쿠다이칸의 보좌 역할을 하는 인물. 초록색 피부에 호리병 모습의 안면을 지녔으며 마치 아부를 떠는 듯하게 손을 비비적하는 버릇을 가지며 상대를 대한다. 상대에게 존댓말을 하며 공이라는 호칭을 붙인다. 상대방에 대해서 비웃는듯한 태도를 보여서 간부들조차도 하대할 정도로 지위가 낮아보였지만 사실은 막강한 힘을 가진 숨겨진 존재로 그 정체는 아쿠다이칸을 만들어낸 창조주이자 다크폴의 진짜 수령이다. 본모습은 키가 땅딸막하고 호리병 모습의 우스꽝하면서도 음흉하고 아부를 떠는 모습과는 달리 거구의 몸집에 근육질의 팔을 지녔으며 머리에 뿔을 가진 괴력자이다. 막판에 아쿠다이칸이 프리큐어들에 의해 소멸되려고 하자 생명의 불꽃을 꺼뜨리면서 그를 완전히 소멸시키면서 지금까지의 땅딸막하고 아부스러운 모습에서 몸집이 큰 무서운 모습의 본 모습을 드러낸다.

#### 전사
카레한(카레한)†
성우 - 치바 잇신 / 위훈
다크폴의 전사이자 아쿠다이칸의 부하. 최초로 프리큐어들 앞에 등장한 다크폴 전사이며 나무 속성을 가지고 있다.
모에룸바(화이어룬바)†
성우 - 난바 케이이치 / 정우석
다크폴의 전사이자 아쿠다이칸의 부하. 불 속성을 가지고 있으며 남성이지만 말투나 외모가 여성적인 성향이 짙다. 라틴풍에 스페인어 어투의 말버릇을 가지고 있다.
도로도론(도로도론)†
성우 - 이와타 미츠오 / 임진응
다크폴의 전사이자 아쿠다이칸의 부하. 흙 속성을 가지고 있으며 땅을 파는 습성이 있고 어둡고 소심한 성격이다.
미즈 시타라레(워터타레)†
성우 - 마츠이 나오코 / 임주현
다크폴의 전사이자 아쿠다이칸의 부하. 물 속성을 가지고 있으며 다크폴의 전사 중 키류 자매를 제외하면 최초이자 유일한 여전사이며 고압적이고 천연끼한 면이 있다. 키는 커 보였으나 160이었다.
킨토레스키(골든스키)†
성우 - 코스기 쥬로타 / 이봉준
다크폴의 전사이자 아쿠다이칸의 부하. 마지막에 등장한 다크폴의 전사로 금(金) 속성을 가지고 있으며 근육질의 단단한 몸매와 콧수염을 기르는 강인한 남성상의 모습을 보이고 있고 자기보다 강한 상대와 싸우고 싶어한다.

### 키류 자매
키류 미치루(박슬기)(일본어: 霧生 満)
성우 - 후지자키 유리코 / 유지원
14화를 기점으로 하여 유우나기 중학교에 전학온 전학생. 붉은 머리칼과 눈동자를 가진 모습으로 전학오기 전날 사키와 마이를 창공의 나무 앞에서 만났으며 의미심장한 말을 하고 사라진 바가 있다. 정체는 아쿠다이칸이 생명의 불꽃으로 만들어낸 존재이며 카오루와 함께 하늘의 호수를 지키고 있다가 카레한과 모에룬바가 연속으로 당하자 무단으로 초록 마을에 잠입했다. 하지만 사키와 마이와 어울리면서 모든 세계를 멸망시키는것은 아쿠다이칸님의 소원, 그러면 우리들의 소원은 무엇일까?라는 의문을 품게 되고, 프리큐어를 쓰려뜨려야 한다는 목적도 흔들리기 시작한다. 결국 아쿠다이칸을 찾아가 자신들의 의지를 밝히지만 다크폴의 깊은 호수속에 봉인당하고 만다. 41화에서 프리큐어에게 위기가 빠지자 카오루와 함께 부활,이후로는 프리큐어와 함께 싸우게 된다.최종 결전에서는 큐어 브라이트의 힘을 받으며. 마지막에는 사키의 영향을 받아 제빵을 배우게 된다. [큐어 브라이트]

키류 카오루(박아름)(일본어: 霧生 薫)
성우 - 이마이 유카(14 ~ 19화)→오카무라 아케미(20화 ~ 49화) / 김혜주
14화를 기점으로 하여 유우나기 중학교에 전학온 전학생. 푸른 머리칼과 눈동자를 가진 모습으로 전학오기 전날 사키와 마이를 창공의 나무 앞에서 만났으며 의미심장한 말을 하고 사라진바가 있다. 정체는 아쿠다이칸이 생명의 불꽃으로 만들어낸 존재이며 미치루와 함께 하늘의 호수를 지키고 있다가 카레한과 모에룬바가 연속으로 당하자 무단으로 초록 마을에 잠입했다. 하지만 사키와 마이와 어울리면서 모든 세계를 멸망시키는것은 아쿠다이칸님의 소원, 그러면 우리들의 소원은 무엇일까?라는 의문을 품게 되고, 프리큐어를 쓰려뜨려야 한다는 목적도 흔들리기 시작한다. 결국 아쿠다이칸을 찾아가 자신들의 의지를 밝히지만 다크폴의 깊은 호수속에 봉인당하고 만다. 41화에서 프리큐어가 위기에 빠지자 미치루와 함께 부활, 이후로는 프리큐어와 함께 싸우게 된다. 최종 결전에서 큐어 윈디의 힘을 받아 각성하며, 마지막에는 마이와 함께 미술부에서 그림을 그리게 된다, 사키의 동생인 미노리를 마음에 들어하고 있으며, 미노리 또한 카오루와 고민을 진지하게 상담해준 뒤로 많이 따르게 되었다. 결과적으로 이것이 미치루보다 먼저 인간의 감정을 이해하는 계기가 되었다. 마지막에는 마이의 영향을 받아 그림을 배우게 되었다. [큐어 윈디]

### 괴물
우자이나(우자이나)
성우 - 와타나베 히데오
다크폴에서 만들어낸 괴물. 아쿠다이칸이 만들고 부하들이 소환하는 방식으로 등장하며 프리큐어들을 공격한다. 유일하게 고얀은 우자이나를 소환하지 않는다.

### 주인공의 가족들
휴가 다이스케(소라 아버지)
성우 - 쿠스미 나오미 / 주재규
사키의 아버지로 부인과 함께 베이커리 'PANPAKA 빵' 을 운영하고 있다. 마을에서 실력이 좋은 제빵 기술자이다.
휴가 사오리(소라 어머니)
성우 - 도이 미카 / 임주현
사키의 어머니로 남편과 함께 베이커리를 운영하고 있다. 사키의 어린시절에 소프트볼을 한 적이 있어서 영향을 주었다.

카게 유리(휴가 미노리(김미라)(일본어: 日向 みのり)
성우 - 사이토 아야카 / 박지윤
사키의 여동생으로 휴가 씨 집안의 차녀. 초등학교 2학년으로 발돋움하고 싶어하는 타입. 사키를 아주 좋아하고 존경하고 있어, 소프트볼 흉내를 이따금 낸다. 그것이 원인으로 한 번 사키가 화가 났지만, 마이의 보충에 의해 화해하고 있다. 사키가 손님으로서 부른 마이와 미치루, 카오루와도 친해져, 특히 카오루를 마음에 들어한다. 그 영향 때문인지 언니를 시작으로 한 동료들의 그림을 그리는 씬을 많이 볼 수 있다. 프리큐어 올스타즈 DX에서도 미스미 나기사 일행이 빵을 사러 갈 때 잠깐 등장하고 프리큐어 올스타즈 DX 2에서도 등장. 후반에 유키시로 사나에, 분비, 니시 하야토/웨스터, 미나미 슌/사우러, 묘도인 이츠키(강해라)/큐어 선샤인, 츠키문채희)/큐어 문라이트와 함께 미라클 라이트로 일본 전국의 프리큐어들을 도와준다.
코로네(네로)
성우 - 와타나베 히데오 / 서원석
사키가 기르는 고양이. 사키가 어렸을 때 길에서 주워온 고양이로 처음에는 부모님이 반대했으나 후에 사키가 위기에 처했을 때 부모님에게 알려준 것을 계기로 사키의 집에서 길러졌다. 원래는 평범한 보통 고양이였으나 필리아 여왕이 초록 마을에 왔을 때 여왕에게 몸을 빌려주게 되어서 사람처럼 말을 하고 직립보행을 할 수 있게 되었다. 사키가 자신을 구해준 것에 대한 은혜를 간직하며 프리큐어들을 도우려 한 적이 있으며 마지막에는 필리아 여왕이 몸을 되찾으면서 다시 원래 고양이로 돌아갔다.

#### 미쇼 일가
미쇼 코이치로(보라 아버지)
성우 - 이리에 타카시 / 심승한
마이의 아버지로 천문학 연구원이며 천문학에 관한 강연을 하고있다.
미쇼 카나코(보라 어머니)
성우 - 쿠사카 유미 / 한신정
마이의 어머니로 고고학자이며 대학교에서 고고학을 강의하고 있다.

미쇼 카즈야(이혁)(일본어: 美翔 和也)
성우 - 노지마 켄지 / 이상헌
마이의 오빠로 미쇼 가의 장남. 세이카이 고등학교 2학년으로 우주 비행사를 목표로 공부하고 있다. 사키의 연심의 대상. 문화제 당시 동아리 준비로 고민한 적이 있었으나 사키의 조언을 듣고 해결하기도 했으며, 사키의 생일에는 운석의 파편을 선물하기도 했다. 사키의 친구인 켄타가 아끼던 책에 홍차를 엎었을때도 상관하지 않을 정도의 대인배. 우주에 가서도 뼈를 튼튼하게 하기 위해 우유를 많이 마신다고 한다. 크리스마스때는 여자친구로 추정되는 인물을 데리고 와 사키의 오해를 사기도 했으나 사실은 케이크를 예약하러 온 반 친구였다.

### 유우나기 중학교
시노하라 선생님
성우 - 효우세이
유우나기 중학교의 교사로 담당 과목은 영어. 사키와 마이,키류 자매의 담임선생님이자 소프트볼부의 고문이기도 하다. 말버릇은 never give up. 미즈 시타타레가 똑같이 변신하여 사키와 마이에게 태양의 호수의 위치를 알아내라고 협박하기도 했다.
이토 히토미(일본어: 伊東 仁美)
성우 - 오노 료코
사키와 마이의 반 친구. 꽤 키가 크다. 대부분 오오타 유코와 함께 행동하며, 사키, 유코와 함께 소프트볼 부에 소속되어 있다. 등번호는 3번. 말버릇으로 "진짜(マジ)"라는 단어를 자주 붙이는 특징이 있다.
오오타 유코(일본어: 太田 優子)
성우 - 죠 마사코
사키와 마이의 반 친구. 약간 포동포동한 체형이 특징. 대부분 이토 히토미와 함께 행동하며, 사키, 히토미와 함께 소프트볼 부에 소속되어 있다. 포지션은 포수. 사키와 함께 배터리 호흡을 맞춘다. 겉으로 드러내지는 않지만 호시노 켄타를 좋아하는 듯 하며, 켄타의 재미 없는 개그를 듣고 혼자 웃어주거나 켄타 부모님의 가게에 갔을 때에는 남들보다 열심히 가게일을 도와주기도 했다.
안도 카요(일본어: 安藤 加代)
성우 - 나카가와 아키코
사키와 마이의 반 친구로 학급반장이다. 안경을 걸치고 있으며 짧은 양갈래의 땋은 머리가 특징. 착실한 성격으로 모두에게 신뢰받고있다. 처음에는 학급 위원을 하는 것에 자신이 없었으나 도서관에서 아이들에게 책을 읽어 주면서 조금씩 자신을 갖게 되었다.
호시노 켄타
성우 - 타케우치 쥰코
미야사코 마나부
성우 - 이리노 미유

## 프리큐어 설정

### 큐어 블룸
"반짝이는 금빛 꽃, 큐어 블룸!(輝く金の花、キュアブルーム!)"
사키가 변신하는 대지의 프리큐어. 디자인의 모티브는 화조풍월(花鳥風月)의 꽃. 이미지 컬러는 핑크. 프리큐어 테마색은 금색. 대사에선 금색이라 말하고 있지만, 변신 후 복장의 기본 테마색은 자주색으로, 해바라기같은 노란색 테두리가 있다. 변신전의 갈색 머리에서 주황빛 띠는 선명한 황금색으로 변하며, 파인애플 모양과 바깥쪽으로 뻗쳐있는게 특징. 전투 스타일은 대지의 힘을 빌린 기술과 육탄전을 주체로, 주로 펀치를 사용하며, 그 위력은 매우 강력하다. 정령의 힘으로 혼자서도 배리어를 사용할 수 있다.

### 큐어 이그렛
"아름다운 은빛 날개, 큐어 이그렛!(煌めく銀の翼、キュアイーグレット!)"
마이가 변신하는 천공의 프리큐어. 디자인의 모티브는 화조풍월(花鳥風月)의 새. 이미지 컬러는 화이트. 프리큐어 테마색은 은색. 대사에선 은색이라 말하고 있지만, 변신 후 복장의 기본 테마색은 유백색과 은백색으로, 백로의 날개처럼 좌우로 펼친 스커트를 입고 있다. 변신전보다 선명하고 짙은 보라색 머리의 포니테일이 특징. 전투 스타일은 천공의 힘을 빌린 기술과 공중전을 이용한 육탄전을 주체로, 주로 발차기를 사용한다. 큐어 블룸과 마찬가지로 정령의 힘으로 배리어를 사용할 수 있다.

## 극장판
극장판 두 사람은 프리큐어 Splash Star 똑딱똑딱 위기일발!
2006년 12월 9일 공개.
프리큐어 Splash Star 매직★두근♥ 3D 시어터
2006년부터 개봉한 시리즈 첫 3D 영화 상영 시간 12분. 또, 「프리큐어 Splash Star 매직★두근♥」의 제목으로 시리즈 최초의 대형 영상화를 칭송한 IMAX 극장 대응판도 제작되고 있다. 2012년 10월 17일 발매 「두 사람은 프리큐어 Splash Star DVD-BOX vol.2」에 영상 특전으로 2D 영상판이 수록.

### 크로스 오버 극장판
극장판 프리큐어 올스타즈 DX 모두 친구☆기적의 전원 대집합!
2009년 3월 20일 공개.
극장판 프리큐어 올스타즈 DX2 희망의 빛☆레인보우 쥬얼을 지켜라!
2010년 3월 20일 공개.
극장판 프리큐어 올스타즈 DX3 미래에 닿아라! 세계를 잇는☆무지갯빛 꽃
2011년 3월 19일 공개.
극장판 프리큐어 올스타즈 뉴 스테이지 미래의 친구
2012년 3월 17일 공개.
극장판 프리큐어 올스타즈 뉴 스테이지 2 마음의 친구
2013년 3월 16일 공개.
극장판 프리큐어 올스타즈 뉴 스테이지 3 영원의 친구
2014년 3월 15일 공개.
극장판 프리큐어 올스타즈 봄의 카니발♪
2015년 3월 14일 공개.
극장판 프리큐어 올스타즈 모두 함께 노래하다♪ 기적의 마법!
2016년 3월 19일 공개.
극장판 허긋토! 프리큐어♡두 사람은 프리큐어 올스타즈 메모리즈
2018년 10월 27일 공개. 프리큐어 15주년 기념작으로, 전작인 두 사람은 프리큐어 외 프리큐어 전 작품을 콜라보한 크로스 오버 작품이다.
극장판 프리큐어 미라클 유니버스
2019년 3월 16일 공개.
극장판 프리큐어 올스타즈 F
2023년 9월 15일 공개. 프리큐어 20주년 기념작이다.